# アントワーヌ・エニョン
アントワーヌ・エニョン（Antoine Hennion、1952年 - ）は、フランスの社会学者。パリ国立高等鉱業学校のイノベーション社会学センター（CSI）に所属し、教授および研究ディレクターを務める。1994年から2002年まで同センターの所長を務めた。

## 略歴
1974年にパリ国立高等鉱業学校で土木工学の学位を取得し、1981年にパリ第4大学（ソルボンヌ）で音楽学のDEAを取得した。その後、文化とイノベーションの社会学に関心を持ち、大学とCSIで学びを深めた。修士論文ではレコード会社2社を対象に研究を行った。1991年、リュック・ボルタンスキーの指導のもと、社会科学高等研究院で「音楽の媒介」についての博士号を取得した。

## 研究
エニョンは、音楽社会学の分野で多数の論文や著書を執筆している。「ジャンルの区分に縛られることなく、音楽の生産者と消費者、それらの間にある多様なメディア・技術・制度を横断的に検討している」ことが特徴として挙げられる。また、ワインのテイストに関する社会学的研究も行っている。1985年から1988年まで、ジャン＝レミー・ジュリアン、ジャン＝クロード・クラインとともに、ポピュラー音楽の分析に特化した最初の学術誌『Vibrations. Musiques, médias, société』を共同編集した。
1980年代にはCSIの同僚とともに、科学技術社会論や芸術社会学の分野で、イノベーションや文化創造に関する新たな理論を提唱した。セシル・メアデルとともにラジオ放送に関する論文を発表し、国際社会学会（ISA）の「芸術と文化」研究委員会（RC37）の会長も務めた。
「愛着（attachements）」の概念を用いて、様々な対象や実践を比較し、趣味嗜好の社会学的分析を行っている。INRAのジュヌヴィエーヴ・テイルとともに、音楽愛好家に関する大規模な調査を実施し、バッハやフランスのオペラを題材に、クラシック音楽の嗜好の形成やモダニズムの台頭について研究している。

## 理論的貢献
エニョンの文化社会学は、ピエール・ブルデューやハワード・ベッカーのアプローチを批判するものであり、「ポスト批判的」アプローチや「ポストブルデュー理論」と呼ばれることがある。エニョンの研究は、ブルデュー的なアプローチが人々の嗜好を社会的背景に還元しがちなことを批判し、愛好家が対象を味わう行為に注目を促している。
エニョンの研究は、ブルーノ・ラトゥールやミシェル・カロンによって発展したアクターネットワーク理論（ANT）にも貢献している。彼は、媒介者（médiateurs）と仲介者（intermédiaires）の概念を重視し、人間と非人間（物）を対等に扱うANTの研究において重要な役割を果たしている。
また、アレクサンドラ・ビデ、ダニエル・セファイ、フランシス・シャトーレノー、ジョアン・スタヴォ＝デボージュらとともに、社会学的プラグマティズムの推進者の一人であり、プラグマティズム研究会「Pragmata」の積極的なメンバーである。